# Centrolabrus trutta
Centrolabrus trutta е вид бодлоперка от семейство Labridae. Видът не е застрашен от изчезване.

## Разпространение и местообитание
Разпространен е в Испания, Кабо Верде, Португалия и Франция.
Обитава крайбрежията на морета и рифове. Среща се на дълбочина от 5 до 15 m.

## Описание
На дължина достигат до 18 cm.